# Daikatana
John Romero’s Daikatana — компьютерная игра в жанре шутера от первого лица, разработанная Ion Storm и изданная Eidos. Игра должна была выйти ещё в 1997—1998 году на движке игры Quake, но когда Джон Ромеро увидел игру Quake II, то решил перенести почти готовую игру на движок Id Tech 2. Впоследствии игра вышла в 2000 году, с сильно устаревшей графикой и множеством ошибок.

## Геймплей
В игре 4 эпизода и 24 больших уровня, разделённых на локации (всего в игре 62 локации). Первый эпизод происходит в Японии 2455 года, Второй — в Древней Греции, Третий — в Норвегии, Четвёртый — в Сан-Франциско 2030 года, где и заканчивается игра.
В игре не просто задача «убей их всех». В игре надо постоянно следить за своими союзниками и решать головоломки. В случае, если хотя бы один из союзников погибает, миссия проваливается.
В игре более 25 видов оружия, по 6—7 на каждый эпизод.

## Сюжет
Всё начинается с того, что к протагонисту Хиро Миямото, учителю по владению мечами, приходит бедняк Тосиро Эбихара и рассказывает ему легенду про великий меч под названием Дайкатана, изготовленный его предком Усаги Миямото (который наделил его возможностью перемещения во времени и пространстве), по приказу Осаки Мисимы (его потомок, Кагэ Мисима, является антагонистом в игре). Осака Мисима хотел с помощью этого меча истребить клан Эбихара, который воевал с ним на протяжении 150 лет. (Осака держал Японию в ежовых рукавицах, а род Эбихара хотел свергнуть клан Мисима с трона). Но, узнав про планы Мисимы, Усаги отдал Дайкатану в руки Инсиро Эбихары, при условии, что после свержения клана Мисима Дайкатану ему вернут. Свергнув клан Мисима, Инсиро выполнил обещание, и Усаги, поняв, что Дайкатана слишком опасна в руках простого смертного, бросил меч в жерло вулкана.
Однако случилось непоправимое. Тосиро Эбихара, когда был богатым, отыскал меч, но Кагэ похитил его ещё до того, как Тосиро успел его испробовать, отправился в прошлое, а точнее, в 2030 год, и украл лекарство против ММП, которое разработал предок Тосиро — Тацуо, и присвоил его себе. С тех пор Мисима стал богатым, и он начал править Японией (если не миром). Тосиро упрашивает Хиро отобрать Дайкатану у Кагэ и спасти его дочь — Микико. Однако во время разговора двое убийц нападают на безоружных Хиро и Тосиро, оглушают первого, а второго убивают. Хиро решается спасти Микико и отправляется в крепость клана Мисима. По пути он спасает бывшего работника службы защиты — Джонсона Суперфлая, который ему помогает найти Микико. Найдя Микико, и Дайкатану, они собирались уже найти и убить Кагэ, однако оказывается, что у того есть вторая Дайкатана, созданная неизвестным способом, и он отправляет их в прошлое, а точнее в Древнюю Грецию.

## Протагонисты
1. Хиро Миямото — учитель фехтования.
2. Джонсон Суперфлай — бывший начальник обороны крепости клана Мисима.
3. Микико Эбихара — дочь Тосиро Эбихары.

## Ролевые элементы
В игре существуют элементы ролевой игры, такие как прокачка персонажа и развитие навыков, таких как: Power, Attack, Speed, Acro, Vitality.

## Боссы
1. Как такового, босса нет, однако там надо уничтожать Мозги, которые создают защитное поле вокруг Дайкатаны.
2. Медуза Горгона.
3. Король Гхаррот.
4. Кагэ Мисима.

## Оценки
| Сводный рейтинг       | Сводный рейтинг     | Сводный рейтинг     | Сводный рейтинг |
| Издание               | Оценка              | Оценка              | Оценка          |
| Издание               | GBC                 | N64                 | PC              |
| --------------------- | ------------------- | ------------------- | --------------- |
| GameRankings          | 75,50 % (5 обзоров) | 42,34 % (5 обзоров) | 54,08 %         |
| Иноязычные издания    |                     |                     |                 |
| Издание               | Оценка              | Оценка              | Оценка          |
| Издание               | GBC                 | N64                 | PC              |
| AllGame               |                     |                     | [ 4 ]           |
| Eurogamer             |                     |                     | 5 / 10          |
| GameRevolution        |                     |                     | C               |
| GameSpot              |                     |                     | 4,6 / 10        |
| IGN                   |                     | 4,0 / 10            | 5,8 / 10        |
| Русскоязычные издания |                     |                     |                 |
| Издание               | Оценка              | Оценка              | Оценка          |
| Издание               | GBC                 | N64                 | PC              |
| Absolute Games        |                     |                     | 70 %            |
| «Игромания»           |                     |                     | 6,2 / 10        |
| «Страна игр»          |                     |                     | 7,0 / 10        |

Игра получила в основном отрицательные отзывы критиков. Игру ругали за устаревшую графику и множество геймплейных проблем.
Российские издания оценили игру более положительно, чем зарубежные.

## Сиквел
Планировалось выпустить Daikatana II, но из-за провала первой части её отменили.